# Piagol
Piagol (tiếng Hàn: 피아골) là phim Hàn Quốc năm 1955 đạo diễn bởi Lee Kang-cheon. Một bộ phim gây tranh cãi về Chiến tranh Triều Tiên, nó đã bị cấm do nó có nội "ủng hộ cộng sản", nhưng đạo diễn đã phát động một cuộc biểu tình để có bộ phim tái phát hành.

## Diễn viên
- Kim Jin-kyu vai Cheol-su
- Heo Jang-kang vai Man-su
- No Kyeong-hie vai Boss
- Lee Ye-chun
- Yun Wang-guk

## Liên kết
- Piagol Lưu trữ ngày 10 tháng 5 năm 2012 tại Wayback Machine tại the Korean Film Archive
- Piagol trên Internet Movie Database